# Andrierez
Andrierez es una variedad cultivar de ciruelo (Prunus domestica subsp. insititia), de las denominadas ciruelas europeas.
Una variedad de ciruela antigua una de las variedades de ciruelas damascenas en Suiza. Las frutas tienen un tamaño pequeño, color de piel amarillo verdoso/ púrpura rojo, punteado abundante, muy menudo, sin aureola, y pulpa de color amarillo dorado, con textura bastante firme, muy jugosa, y sabor bastante dulce y rico, almibarado.

## Sinonimia
- "Prunus domestica subsp. insititia 'Andrierez'".[2]

## Historia
'Andrierez' es una variedad de ciruela antigua dentro de las variedades de ciruelas damascenas en Suiza.
'Andrierez' está cultivada en la National Fruit Collection (Colección Nacional de Fruta) de Reino Unido, con el número de accesión: 1949 - 126 y nombre de accesión : Andrierez. Recibido por "The National Fruit Trials" (Probatorio Nacional de Frutas) en 1949, procedente de la "Station Federale d'Essais", Lausanne.

## Características
'Andrierez' se trata de árbol de porte extenso, vigor muy fuerte, fertilidad temprana y productividad regular alta, medio fértil siendo buenos polinizadores "Reine Claude Crottée", "Reine Claude d'Oullins", y "Reine Claude d'Althan". Las flores deben aclararse mucho para que los frutos alcancen un calibre más grueso. Tiene un tiempo de floración que comienza a partir del 16 de abril con el 10% de floración, para el 20 de abril tiene una floración completa (80%), y para el 5 de mayo tiene un 90% de caída de pétalos.
'Andrierez' tiene una talla de tamaño pequeño (peso promedio 14.00 gr), de forma oval oblongo, anchura máxima por debajo de la línea media, depresión suave en la zona ventral, presenta sutura bien visible, línea transparente de color indefinido, situada en una depresión muy suave en toda su extensión, excepto en el polo pistilar en que la depresión es muy marcada. Tiene una piel con pruina muy fina, blanco grisáceo, no se aprecia pubescencia, siendo el color de la piel amarillo verdoso/ púrpura rojo, punteado abundante, muy menudo, sin aureola; pedúnculo muy corto (longitud promedio 8.01mm), fino, leñoso, siendo su cavidad peduncular estrechísima, casi superficial, apenas rebajada en la sutura y sin rebajar en el lado opuesto. Su pulpa es de color amarillo dorado, con textura bastante firme, muy jugosa, y sabor bastante dulce y rico, almibarado.
Hueso libre la carne se desprende fácilmente del hoyo, pequeño, elíptico, surco dorsal bien marcado con bordes lisos dentados o con orificios, surcos laterales variables, superficie arenosa.
Su tiempo de recogida de cosecha se inicia en su maduración de mediados a finales de agosto.

## Cultivo
La ciruela 'Andrierez' es un tipo de ciruela damascena que está considerada como buena variedad para uso como fruta de postre fresca en mesa, así como ciruela de cocina, siendo una variedad buena para procesar en mermeladas, pasteles, frutas confitadas.